# Pupa (futsal)
Pour les articles homonymes, voir Pupa.
Ruben Brito Furtado aussi connu sous le pseudonyme Pupa, né le 27 septembre 1985 à Lisbonne, est un joueur de futsal international portugais.
Pupa débute à haut niveau au Portugal et est appelé en équipe nationale. En 2013, il rejoint le plus portugais des clubs français, le Sporting Paris. Il y remporte le Championnat dès la première saison puis la Coupe de France la seconde année. En 2016, il rejoint le promu ambitieux Montpellier MF. Un an plus tard, Pupa s'installe au Toulon ÉF avec qui il redevient champion de France en 2019.

## Biographie

### International au Portugal
Pupa joue au CR Leões Porto Salvo (D1 du portugaise) où il évolue une première fois avec l'Angolais Nilton Pina Tavares, dit Nito.
Pupa totalise deux sélections en Équipe du Portugal de futsal FIFA pour 59 minutes de jeu et un but marqué.

### Titrés au Sporting Paris
En 2013, Pupa arrive en France. Avec le Sporting Paris, filiale du Sporting Portugal, il remporte son groupe préliminaire de Coupe UEFA mais bloque au principal. En championnat de France, le Sporting est à la lutte avec le Cannes Bocca Futsal qu'il devance finalement d'un seul point. Le club francilien remporte son quatrième titre de champion de France consécutif. Pupa est champion dès sa première saison.
Pupa et son équipe participent au tour élite de Coupe d’Europe fin 2014. Lors de la saison 2014-2015, Pupa termine meilleur buteur du championnat, survolé avec neuf points d'avance et +103 en différence de buts. Mais les play-offs coutent le titre au SCP, battu par le futur champion Kremlin-Bicêtre United (4-7) en demi-finale. Il remporte néanmoins la Coupe de France, marquant un but en finale.
Pour la saison 2015-2016, le Sporting Paris ne dispute pas de Coupe d'Europe pour la première fois depuis cinq saisons. Le SC Paris termine à la seconde place de Division 1 derrière le champion en titre, le KB United. En phase finale, le SCP prend le meilleur sur Garges Djibson ASC en demi-finale (7-3), puis sur le KBU en finale (7-5 ap). Mais ces deux adversaires déposent une réserve sur la qualification de trois joueurs brésiliens du Sporting. La Fédération française de football donne raison aux plaignants et matchs perdus par pénalité au club parisien.
En 2016-2017, Pupa retrouve Nito et inscrit vingt buts avec le Montpellier MF, demi-finaliste de D1 mais relégué administrativement en D2.

### Pilier du Toulon EF
En 2017, l'ex-international rejoint le Toulon Élite Futsal avec Nito. Le TEF termine second de la phase régulière du Championnat derrière le Kremlin-Bicêtre. En demi-finale de phase finale, les Toulonnais écartent le Garges Djibson, champion en titre, après prolongation (7-5 ap). Mais le KB empêche Toulon de remporter son premier titre de champion (défaite 1-3).
Au terme de la saison 2018-2019, Pupa remporte son second championnat de France avec Toulon, le premier du club,. Lors de la demi-finale de D1, remportée à l’arraché face à Nantes (6-4), il surnage et permet à son équipe de se qualifier. Avec seize buts, il est le neuvième meilleur buteur de D1, dominé par son coéquipier Nito (28 buts).
Avec son ami Nito et le capitaine Thiago Souza, il est un des piliers de la formation toulonnaise novice en Ligue des champions 2019-2020. Lors du tour préliminaire à Tallinn, Pupa rayonne avec un but, des passes décisives et son activité incessante sur le terrain. À la reprise du championnat 2019-2020, il offre deux buts à ses partenaires contre Garges. Durant les fêtes de fin d'année 2019, il est victime d'un accident domestique à Nice. Brûlé sur le haut du corps, il est héliporté vers le service de grands brûlés dans un hôpital de Marseille et placé dans le coma artificiel.
Pupa revient pour la saison 2019-2020.

## Style de jeu

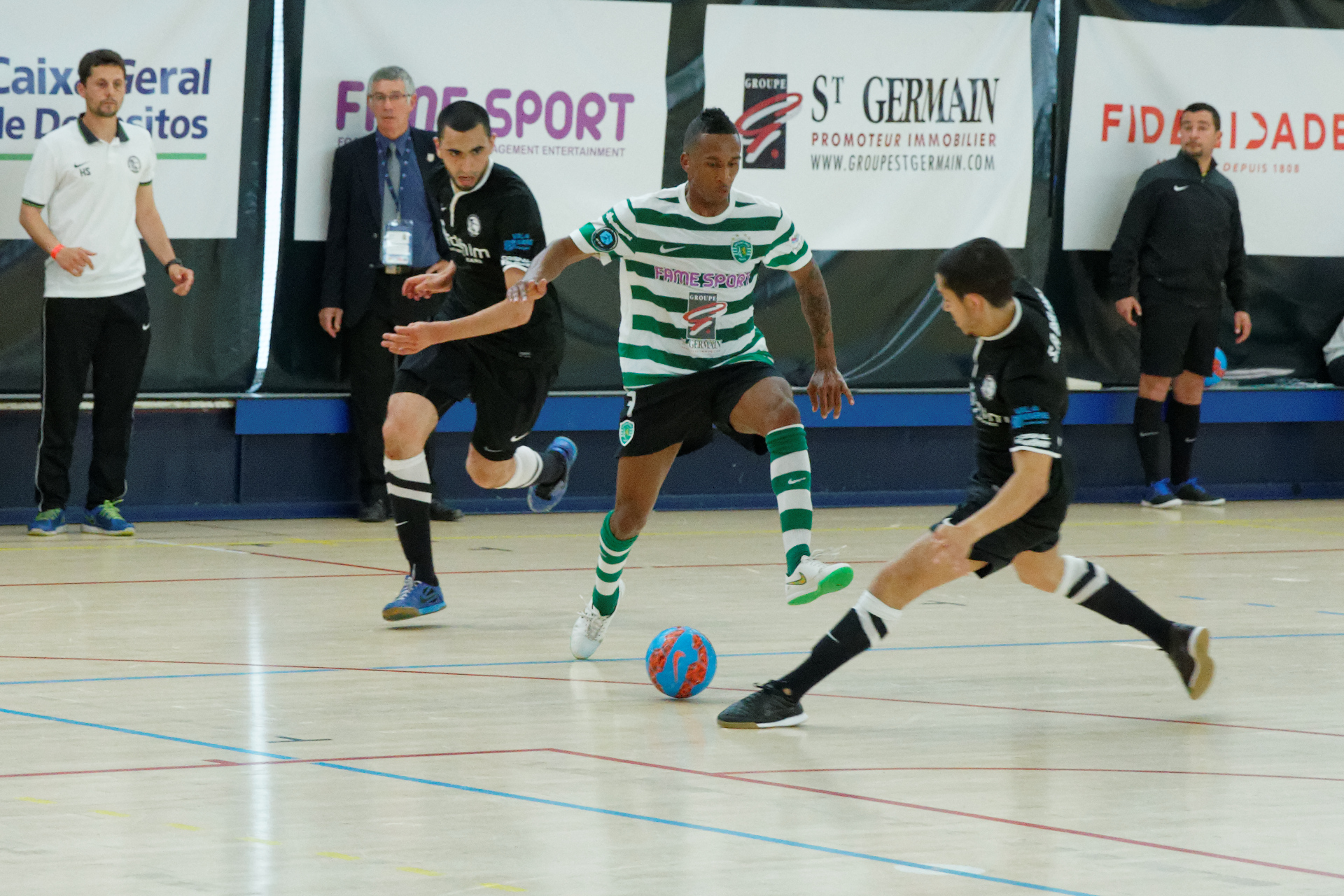
Pupa dribblant les français Mohammed et Belhaj en demi-finale de D1 2015.

Fin 2019, son entraîneur toulonnais Deman-Marouani dit de lui : « Il est l’égal de Nito, mais dans l’ombre. Il a les deux pieds et il est tout aussi efficace. Il sait se faire oublier mais il est toujours dans les bons coups. C’est lui qui donne le rythme, qui fait la différence, avec une passe décisive ou en déclenchant une action décisive. Il a fait marquer tout le monde dans cette équipe ».

## Palmarès
- Championnat de France (1)
  - Champion : 2013-2014 (Sporting)
  - Meilleur buteur : 2014-2015 (Sporting)
- Coupe de France (1)
  - Vainqueur : 2014-2015 (Sporting)